# Karner Eggenburg

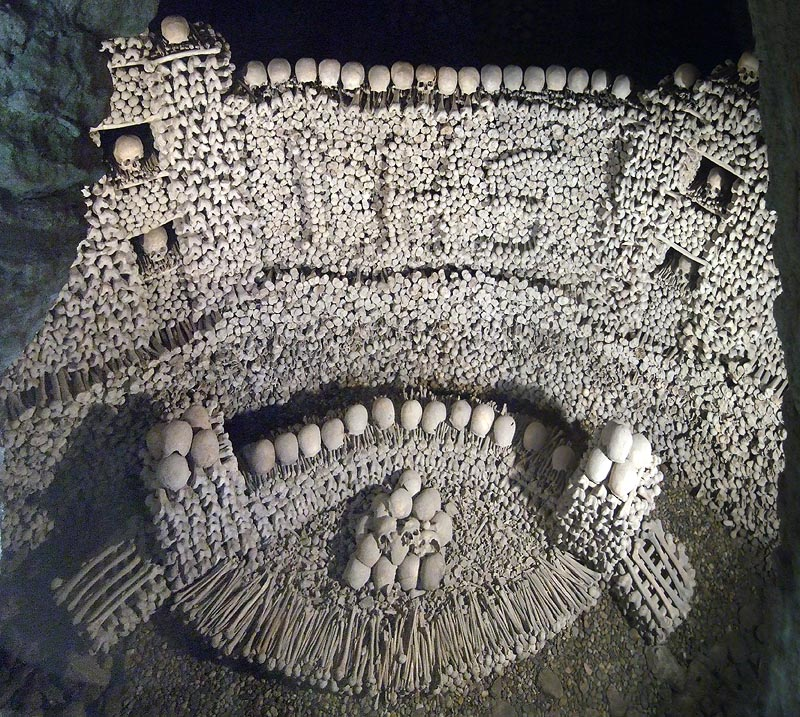
Gebeine im Karner hl. Michael in Eggenburg

Der Karner Eggenburg steht nordöstlich der Pfarrkirche Eggenburg hl. Stephanus in der Stadtgemeinde Eggenburg im Bezirk Horn in Niederösterreich. Die dem Patrozinium hl. Michael unterstellte Totenkapelle wurde 1792 abgetragen. Der Karner steht unter Denkmalschutz (Listeneintrag).

## Geschichte
Die ältesten Teile des Michaelskapelle entstanden im 12. Jahrhundert. Die Michaelskapelle wurde vor 1280 auf dem Stadtsiegel abgebildet. Im 13. Jahrhundert wurde westlich eine Bruderschaftsstube angebaut. Urkundlich wurde 1361 eine Marienbruderschaft genannt. 1591 und 1721 erfolgten Umbauten. Die Totenkapelle wurde 1792 abgetragen. Von 1974 bis 1976 wurde das Untergeschoß ergraben und danach wieder abgedeckt.

## Architektur
Der Rundbau mit einer halbrunden geosteten Apsis wurde im 12. Jahrhundert als Quadermauerwerk errichtet. Westlich davon bestehen noch Mauerreste einer Bruderschaftsstube, welche mit einem nun abgemauerten Gang mit der Pfarrkirche und mit dem alten Pfarrhof verbunden war.
Das Untergeschoß zeigt im Inneren noch Ansätze eines barocken Gewölbes aus 1721. Nördlich gibt es einen Abgang zu einem tonnengewölbten Raum mit in den Fels gehauenen Stufen und Resten eines Türgewändes. Südlich zeigen sich Ansätze des ehemaligen Kapellenaufganges.

## Ausstattung
Die gelagerten Knochen zeigen durch eine bestimmte Anordnung das Christusmonogramm IHS.